# Adriano Bernardini
Adriano Bernardini (Piandimeleto, 13 augustus 1942) is een Italiaans aartsbisschop van de Rooms-Katholieke Kerk.
Bernardini werd op 31 maart 1968 priester gewijd door Egidio kardinaal Vagnozzi, prefect van de Prefectuur voor de Economische Zaken van de Heilige Stoel. Nadien bezocht hij de Pauselijke Ecclesiastische Academie, de diplomatenopleiding van de Heilige Stoel, waarna hij in dienst trad van het Staatssecretariaat. Op 20 augustus 1992 benoemde paus Johannes Paulus II hem tot titulair aartsbisschop van Faleri en tot apostolisch nuntius in Bangladesh. Hij ontving zijn bisschopswijding uit handen van de kardinaal-staatssecretaris Angelo Sodano.
Vervolgens werd hij nog nuntius in Madagaskar, Mauritius en de Seychellen (1996) en in Thailand, Singapore en Cambodja (1999). Vanaf 2003 was hij de hoogste apostolisch diplomaat in Argentinië.
Paus Benedictus XVI benoemde Bernardini op 15 november 2011 tot pauselijk nuntius voor Italië en San Marino, als opvolger van Giuseppe Bertello die werd benoemd tot president van de Pauselijke Commissie voor de Staat Vaticaanstad. 